# Новоселье (Ворошиловское сельское поселение)
Новоселье — деревня в Пеновском районе Тверской области.

## География
Находится в западной части Тверской области на расстоянии приблизительно 30 км на запад по прямой от железнодорожной станции Пено.

## История
Деревня была показана на карте 1825 года. В 1859 году здесь (деревня Осташковского уезда) было учтено 5 дворов, в 1939 — 14. До 2020 года входила в Ворошиловское сельское поселение Пеновского района до их упразднения.

## Население
Численность населения: 36 человек (1859 год), 1 (русские 100 %) 2002 году, 0 в 2010.